# 馬福祥

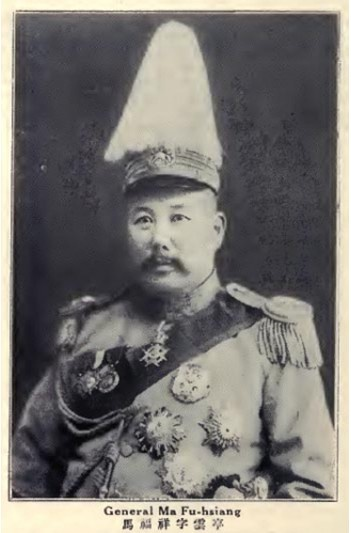
馬福祥（1925年《中国名人录（第三版）》）

馬福祥（1876年2月4日—1932年8月19日），字雲亭，回族，甘肅省蘭州府河州城人，馬家軍的知名領袖，曾任蒙藏委員会委員長，子為馬鴻逵。

## 生平

### 清末民初的崛起
光绪二年正月初十日出生在一個農商兼業家庭，是馬千齡第三子。馬福祥幼年在清真寺學習。14歳開始學習武術。1897年（光緒23年）他武舉鄉試及第。此後，他從軍。1906年（光緒32年），他升任西寧鎮總兵。1910年（宣統2年），他被授予建威将軍，任西路巡防統領，駐扎蘭州。
辛亥革命爆發之際，馬福祥基本上採取了旁觀的態度。袁世凱就任中華民国臨時大總統後，馬福祥服属。1912年（民国元年）5月，他被北京政府任命為寧夏鎮總兵，其部隊被稱爲「昭武軍」。1913年，马福祥在黄河上的大船上，设宴诱捕了后套地区国民军无法平定的独贵龙运动领导人旺丹尼玛活佛，得到袁世凯赏识，特改任马为宁夏护军使兼寧夏將軍，节制阿拉善、乌审、鄂托克三旗，授陆军中将衔及二等文虎之章。护军使可以直接向北京政府上书言事，俨跻身地方大员。任内他討伐白朗有功，維持了寧夏的秩序。

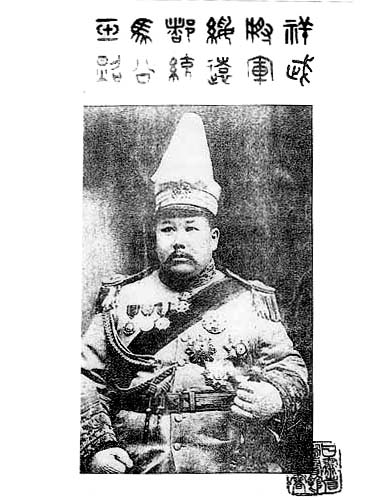
马福祥

### 在北方各派之間
1920年（民国9年）7月直皖戰争爆發，皖系的甘肅督軍張廣建因「甘人治甘」運動而被駆逐。張失勢後，馬覬覦甘肅督軍之位，和漢族軍人陸洪濤發生對立。最後通過北京政府的調停，绥远都统蔡成勳繼任甘肅督軍。馬被任命為綏遠都統。但马不滿，和陸洪濤的對立激化，双方發生衝突。最終1921年春末，由于绥远绅商表示欢迎，馬福祥妥協，由馬福祥之侄子馬鴻宾代理寧夏護軍使，馬福祥率其子马鸿逵带昭武军所部到綏遠赴任，成为绥、宁两省区的统治者。

民国十三年(1924年)，第二次直奉战争爆发，冯玉祥发动北京政变，主持北京政局。马福祥通电拥护冯，由当初所屬的直系轉投馮玉祥所率第3路軍。段祺瑞扶上台临时执政。段任命冯系李鸣钟为绥远都统，调马福祥为西北边防会办，明升暗降。马福祥知不是冯玉祥的对手，决定就任新职。1925年（民国14年）他調任西北邊防会辦。

### 国民政府的活動

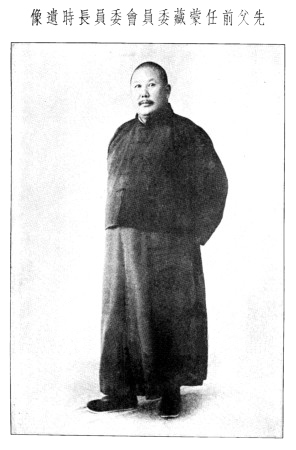
任蒙藏委員会委員長时的马福祥

国民政府北伐結束後，馬福祥接近蒋介石，任中国国民党中央候補執行委員。此後，依托馬福祥和蒋介石，馬鴻逵不斷擴大軍事和政治權力。馬福祥自己於1929年（民国18年）11月任青島市長。1930年（民国19年）3月，他任安徽省政府主席。同年10月，他任蒙藏委員会委員長。
1932年（民国21年）8月19日，他在北平逝世。享年57岁。

### 治績
馬福祥不但是軍人和政治家，也在教育和文化事業上有所貢献。他在各地建設学校，如北京西北公学、兰州高等学堂
兰州陆军学堂和兰州高等师范。民国5年（1916年），他建設了寧夏最早的公共圖書館。他還致力於地方志的編纂和珍貴古籍的保護。
马福祥善于调节民族和不同教派的矛盾。二十世纪初，英国势力进入西藏，扶持班禅。达赖、班禅不和，达赖远走库伦（外蒙古乌兰巴托）。1906年9月，达赖移驻塔尔寺，阿嘉呼图克图认为达赖以客压主，二人产生嫌隙。塔尔寺阿嘉呼图克图（班禅派系）暴亡，其塔尔寺方面认为是达赖部下做法陷害所导致。随后矛盾激化，塔尔寺僧众与达赖卫兵械斗，时任西宁总兵马福祥闻讯与青海办事大臣前往调节。此时，达赖及其卫兵被塔尔寺僧众200多人包围在塔尔寺社火院。为了不激化矛盾，马福祥单骑携带一名翻译前往调节。许多僧人向马福祥投掷石块。在马福祥开导下，双方和解。同时为避免进一步激化矛盾，陕甘总督升允致电驻藏大臣有泰，款留达赖暂留塔尔寺。
马福祥在担任蒙藏委员会委员长时，在俄、英等各方势力之中周旋，缓和民族关系保护了中华民国领土。著有《蒙藏状况》一书阐述其理念。

## 著作
馬福祥喜書法，善文辭，先後主持編著了《朔方道志》、《蒙疆紀要》、《青島工潮經略》、《訓誡子德書》等多種著述。